# غابرييل رينالدي
غابرييل رينالدي (بالإسبانية: Gabriel Rinaldi)‏ هو لاعب كرة قدم أرجنتيني، ولد في 17 ديسمبر 1970 في بوينس آيرس في الأرجنتين. لعب مع تيغري.